# 廖翰標
廖翰標（16世紀—1647年），字芷明，號鍾鹿，廣東廣州府龍門縣東埔人，明朝、南明政治人物。

## 生平
廖翰標是天啟元年（1621年）辛酉科廣東鄉試舉人，崇禎十年（1637年）授新城知縣，任內廉平惠民，縣民為他建祠，任滿回鄉。隆武二年（1646年）十二月清兵攻陷龍門，他將兩個幼子交託給從父，從容自縊而死，清朝廷賜諡節愍。

## 引用
1. 1 2  民國《龍門縣志·卷九·縣民志五》：廖翰標，字芷明，號鍾鹿，東埔人，天啟辛酉舉人，官江西新城知縣，廉惠，民為建祠，廣東之失也，龍門破，翰標以二幼子託從父，從容自縊死，清賜諡節愍。
2. ↑  《明史·卷二百七十八·列傳第一百六十六》：廣東之失也，龍門破，里人廖翰標以二幼子託從父，從容自縊死。
3. ↑  錢海岳《南明史》·卷一百三·列傳第七十九：廖翰標，字芷明，號鍾鹿，龍門人。天啟元年舉於鄉。授新城知縣，廉惠，民為建祠。福京亡，隆武二年冬，清兵陷龍門，以二子託從父，從容自縊死。